# Ain't No Sunshine
"Ain't No Sunshine" là ca khúc của Bill Withers từ album Just As I Am do Booker T. Jones sản xuất. Bản thu âm với sự có mặt của nhạc công bass Donald "Duck" Dunn và trống Al Jackson, Jr.. Phần đệm dây do Booker T. Jones trình bày, và được thu tại Memphis bởi Terry Manning. Bài hát ở khóa La thứ.
Bài hát phát hành dưới dạng đĩa đơn vào tháng 9, năm 1971, trở thành hit đột phá của Withers, đạt vị trí thứ 6 trên bảng xếp hạng U.S. R&B và thứ 3 trên Billboard Hot 100. Billboard xếp bài hát này ở vị trí thứ 23 năm 1971. Bài hát cũng góp mặt trong soundtrack của phim When We Were Kings (1997), và mùa đầu tiên (2016) của chương trình truyền hình American Crime Story.
Bài hát lọt vào Top 40 một lần nữa vào năm 2009 sau phần thể hiện của Kris Allen trong American Idol mùa 8.

## Lịch sử
Withers lấy cảm hứng từ bộ phim Days of Wine and Roses (1962) để viết nên tác phẩm này. Ông giải thích về các nhân vật do Lee Remick và Jack Lemmon thủ vai: "Họ đều là những kẻ nghiện rượu vừa mạnh mẽ lại vừa yếu đuối. Nó giống như ăn thuốc chuột thêm lần nữa vậy. Đôi lúc bạn nhớ nhung về những điều chẳng ích lợi gì cho bạn cả. Chỉ là một ý nghĩa thoáng qua khi xem phim, và có lẽ là một điều nào đó xảy ra trong đời tôi mà tôi không hề hay biết."
Đối với đoạn lời thứ ba của bài, đáng ra Withers định viết thêm nhiều lời hơn là lặp lại "I know" tới 26 lần. Ông đã nghe theo sự tư vấn của các nghệ sĩ khác là hãy để yên đoạn điệp khúc "I know" đó: "Tôi là một công nhân rỗi việc," Withers nói. "Nên khi họ bảo tôi để yên, tôi sẽ để nó yên."
Withers, khi đó 31 tuổi, đang làm việc ở một nhà máy sản xuất nắp bồn cầu cho Boeing 747 khi viết ca khúc. Trong chương trình American Top 40 ngày 6 tháng 11 năm 1976, Casey Kasem cho biết khi bài hát giành đĩa vàng, hãng đĩa đã tặng Withers một bồn cầu bằng vàng. "Ain't No Sunshine" là một trong ba đĩa vàng đầu tiên của Withers ở Mỹ.
Bài hát ban đầu là B-side của một bài hát mang tên "Harlem". Tuy nhiên các DJ trên sóng phát thanh đã chọn phát "Ain't No Sunshine" làm single, và bài hát trở thành hit lớn đầu tiên của Withers. "Harlem" sau đó được The 5th Dimension hát lại trong album Soul and Inspiration.
Withers cũng biểu diễn bài hát này tại The Old Grey Whistle Test.
"Ain't No Sunshine" được xếp hạng 280 trong danh sách 500 bài hát vĩ đại nhất của Rolling Stone. Bài hát giành giải Grammy cho hạng mục Best R&B Song năm 1972.

## Lịch sử xếp hạng
| Bảng xếp hạng (1971)          | Vị trí cao nhất |
| ----------------------------- | --------------- |
| Australia (Kent Music Report) | 17              |
| Canada RPM Top Singles        | 9               |
| US Billboard Hot 100          | 3               |
| US Billboard Easy Listening   | 2               |
| US Billboard R&B              | 6               |
| US Cash Box Top 100           | 4               |

| Bảng xếp hạng (2009) | Vị trí cao nhất |
| -------------------- | --------------- |
| UK (OCC)             | 40              |

| BXH (1971)              | Hạng |
| ----------------------- | ---- |
| US Billboard Hot 100    | 23   |
| US Cash Box             | 24   |
| US R&B/Soul (Billboard) | 21   |

## Phiên bản của Michael Jackson
Vào năm 1971, Michael Jackson thu âm lại bài hát của Bill Withers trong album đầu tay Got to Be There (phát hành năm 1972).
Tại Anh, bài hát là single cuối cùng của album (sau "Got to Be There" và "Rockin' Robin"). Bài hát trở thành hit khi đạt hạng 8 trên UK Singles Chart trong 3 tuần của tháng 9 năm 1972.

## Phiên bản cover khác
- Nancy Sinatra hát lại ca khúc này năm 1973 trong album tuyển tập Cherry Smiles.
- Paul McCartney cover lại bài hát trong album Unplugged (The Official Bootleg), tuy nhiên Hamish Stuart là người hát chính, còn McCartney chơi trống.
- Vào năm 2013, ban nhạc Black Label Society sử dụng lại bài hát trong album Unblackened với tên "Ain't No Sunshine When She's Gone". Phiên bản của họ được phát hành đĩa đơn và đạt vị trí 42 trên BXH Canadian Rock Chart.[17]